# Budapest Honvéd Football Club 2011-2012
Questa voce raccoglie le informazioni riguardanti la Budapest Honvéd nelle competizioni ufficiali della stagione 2011-2012.

## Rosa
Fonte: 
| N. |                           | Ruolo | Calciatore            |
| -- | ------------------------- | ----- | --------------------- |
|    | Ungheria (bandiera)       | P     | Szabolcs Kemenes      |
|    | Ungheria (bandiera)       | P     | András Sánta          |
|    | Ungheria (bandiera)       | P     | Iván Tóth             |
|    | Costa d'Avorio (bandiera) | D     | Jean-Baptiste Akassou |
|    | Ungheria (bandiera)       | D     | Botond Baráth         |
|    | Croazia (bandiera)        | D     | Boris Bjelkanović     |
|    | Romania (bandiera)        | D     | Sorin Botiș           |
|    | Ungheria (bandiera)       | D     | András Debreceni      |
|    | Croazia (bandiera)        | D     | Ivan Lovrić           |
|    | Romania (bandiera)        | D     | Sergiu Moga           |
|    | Ungheria (bandiera)       | D     | Alexisz Novák         |
|    | Romania (bandiera)        | D     | Sebastian Remeș       |
|    | Serbia (bandiera)         | D     | Marko Vidović         |
|    | Ungheria (bandiera)       | C     | Richárd Czár          |
|    | Ungheria (bandiera)       | C     | Norbert Hajdu         |
|    | Ungheria (bandiera)       | C     | Patrik Hidi           |
|    | Ungheria (bandiera)       | C     | Adrián Horváth        |
|    | Ungheria (bandiera)       | C     | Gellért Iváncsics     |
|    | Nigeria (bandiera)        | C     | Marshal Johnson       |

| N. |                                 | Ruolo | Calciatore       |
| -- | ------------------------------- | ----- | ---------------- |
|    | Slovacchia (bandiera)           | C     | Marek Kostoláni  |
|    | Ungheria (bandiera)             | C     | Armand Nagy      |
|    | Ungheria (bandiera)             | C     | Gergő Nagy       |
|    | Ungheria (bandiera)             | C     | Norbert Németh   |
|    | Argentina (bandiera)            | C     | Matías Porcari   |
|    | Camerun (bandiera)              | C     | Hervé Tchami     |
|    | Ungheria (bandiera)             | C     | Bálint Vécsei    |
|    | Ungheria (bandiera)             | C     | Richárd Vernes   |
|    | Rep. Ceca (bandiera)            | C     | Lukáš Zelenka    |
|    | Ungheria (bandiera)             | A     | Gergely Bobál    |
|    | Montenegro (bandiera)           | A     | Bojan Božović    |
|    | Ungheria (bandiera)             | A     | Gergely Délczeg  |
|    | Costa d'Avorio (bandiera)       | A     | Souleymane Diaby |
|    | Ungheria (bandiera)             | A     | László Erdélyi   |
|    | Ungheria (bandiera)             | A     | Milán Faggyas    |
|    | Bosnia ed Erzegovina (bandiera) | A     | Emir Hadžić      |
|    | Brasile (bandiera)              | A     | Nicolas Ceolin   |
|    | Montenegro (bandiera)           | A     | Radislav Sekulić |